# Sorocha acutipennis
Sorocha acutipennis är en skalbaggsart som beskrevs av Bates 1904. Sorocha acutipennis ingår i släktet Sorocha och familjen Rutelidae. Inga underarter finns listade i Catalogue of Life.